# Monodontomerus japonicus
Monodontomerus japonicus är en stekelart som beskrevs av William Harris Ashmead 1904. Monodontomerus japonicus ingår i släktet Monodontomerus och familjen gallglanssteklar. Inga underarter finns listade i Catalogue of Life.